# Opel 35/60 PS
Der Opel 35/60 PS war ein PKW der Oberklasse, den die Adam Opel KG nur im Jahre 1909 als Nachfolger des Modells 33/60 PS baute.

## Geschichte und Technik
Wie sein Vorgänger, war auch der 35/60 PS das stärkste Modell in der damaligen Opel-Modellpalette; das nächstschwächere, zeitgenössische Modell war der 30/50 PS. Im Wesentlichen war nur der Kolbenhub des Motors um 5 mm gegenüber dem Vorgängermodell vergrößert worden und das Fahrgestell mit dem langen Radstand fiel weg.
Der 35/60 PS hatte also einen seitengesteuerten Vierzylinder-Blockmotor mit T-Kopf und 8928 cm³ Hubraum (Bohrung × Hub = 140 mm × 145 mm), der 60 PS (44 kW) bei 1600/min. leistete. Der Motor war wassergekühlt; für den Kühlwasserumlauf sorgte eine Zentrifugalpumpe. Die Motorleistung wurde über eine Metallkonuskupplung, ein manuelles Vierganggetriebe und eine Kardanwelle an die Hinterachse weitergeleitet.
Der Stahlblech-U-Profilrahmen war nur noch mit dem Radstand 3240 mm erhältlich. An ihm waren die beiden Starrachsen an halbelliptischen Längsblattfedern aufgehängt. Die Betriebsbremse war eine Innenbackenbremse, die auf die Ausgangswelle des Getriebes wirkte. Die Handbremse war als Trommelbremse an den Hinterrädern ausgeführt.
Wie der Vorgänger, war der Wagen als viersitziger Doppelphaeton, als viertürige Pullman-Limousine oder als ebensolches Landaulet erhältlich. Die billigste Variante (Doppelphaeton) kostete 17.500 RM, andere Versionen bis zu 20.500 RM. Das war fünfmal so viel, wie für einen Opel „Doktorwagen“ zu bezahlen war.
Die Fertigung des 35/60 PS wurde Ende 1909 eingestellt. Nachfolger wurde im Folgejahr der 34/65 PS.